# Tenth Avenue Angel
Pour plus de détails, voir Fiche technique et Distribution.
Tenth Avenue Angel est un film américain réalisé par Roy Rowland, sorti en 1948.

## Fiche technique
- Titre : Tenth Avenue Angel
- Réalisation : Roy Rowland
- Scénario : Harry Ruskin (en) et Eleanore Griffin d'après Miracle at Midnight de Craig Rice
- Direction artistique : Cedric Gibbons
- Décors : Edwin B. Willis
- Photographie : Robert Surtees
- Montage : George Boemler et Ralph E. Winters
- Musique : Rudolph G. Kopp
- Société de production : Metro-Goldwyn-Mayer
- Pays d'origine : États-Unis
- Format : Noir et blanc - 1,37:1
- Genre : drame
- Durée : 74 minutes
- Date de sortie : 1948

## Distribution
- Margaret O'Brien : Flavia Mills
- Angela Lansbury : Susan Bratten
- George Murphy : Steve Abbutt
- Phyllis Thaxter : Helen Mills
- Warner Anderson : Joseph Mills
- Rhys Williams : Blind Mac
- Barry Nelson : Al Parker
- Connie Gilchrist : Mrs. Murphy
- Tom Trout : Daniel Oliver Madson
- Richard Tyler : Jimmy Madson
- Henry Blair (en) : Rad Ardley
- Charles Cane : Parole Officer
- Richard Lane : Vendeur dans la rue